# AEW Continental Championship
El AEW Continental Championship (Campeonato Continental de AEW, en español), es un campeonato de lucha libre profesional, creado y utilizado por la compañía estadounidense All Elite Wrestling (AEW). El campeonato fue presentado el 18 de noviembre de 2023, y es defendido bajo las Reglas Continentales en las que no se permite a nadie en ringside y la interferencia externa está estrictamente prohibida. El campeón actual es Kazuchika Okada, quien se encuentra en su primer reinado.
El título es también el premio del ganador del Continental Classic (C2), un torneo anual de todos contra todos que comienza a finales de noviembre y culmina en el evento Worlds End, a finales de diciembre. El campeón en el momento del torneo queda automáticamente inscrito y defiende el título en el C2.

## Historia
En el episodio del 11 de noviembre de Collision, el director ejecutivo de AEW Tony Khan y el luchador Bryan Danielson anunciaron el Continental Classic, un torneo de 12 hombres de todos contra todos similar al G1 Climax de New Japan Pro-Wrestling (NJPW), el torneo comenzaría en el episodio del 22 de noviembre de Dynamite, duraría seis semanas y se llevaría a cabo. a través de episodios de Dynamite, Rampage y Collision, y luego concluyendo en el evento Worlds End el 30 de diciembre. También se anunció que el ganador del torneo se convertiría en el poseedor inaugural del Campeonato Continental de AEW.
Eddie Kingston se convirtió en el Campeón Continental de AEW inaugural al derrotar a Jon Moxley en la final del C2 en Worlds End. Kingston también fue declarado Campeón de la Triple Corona Americana (también conocida como la Corona Continental) al ganar el Campeonato Continental, ya que ostentaba simultáneamente el Campeonato Mundial de ROH de la promoción hermana Ring of Honor (ROH) y el Campeonato de Peso Abierto STRONG de la promoción asociada japonesa New Japan Pro-Wrestling (NJPW). Al formar parte del Campeonato de la Triple Corona, el Campeonato Continental fue reconocido por AEW, ROH y NJPW, lo que le permitió ser defendido en las tres promociones.
En el episodio del 20 de marzo de 2024 de Dynamite, el campeonato fue defendido por primera vez por sí mismo, donde Kazuchika Okada derrotó a Kingston para ganar el título. Esto a su vez separó el Campeonato Continental de la Triple Corona. Tony Khan aclaró entonces las reglas del campeonato. Los combates por el título se celebrarían bajo las Reglas Continentales, que son las mismas reglas que se utilizaron durante el C2 en las que no se permite a nadie en ringside y la interferencia externa está estrictamente prohibida. También volvió a aclarar que quienquiera que sea el campeón que salga del evento Full Gear del mes de noviembre, entrará automáticamente en el C2 y defenderá el título en el torneo.

## Campeones

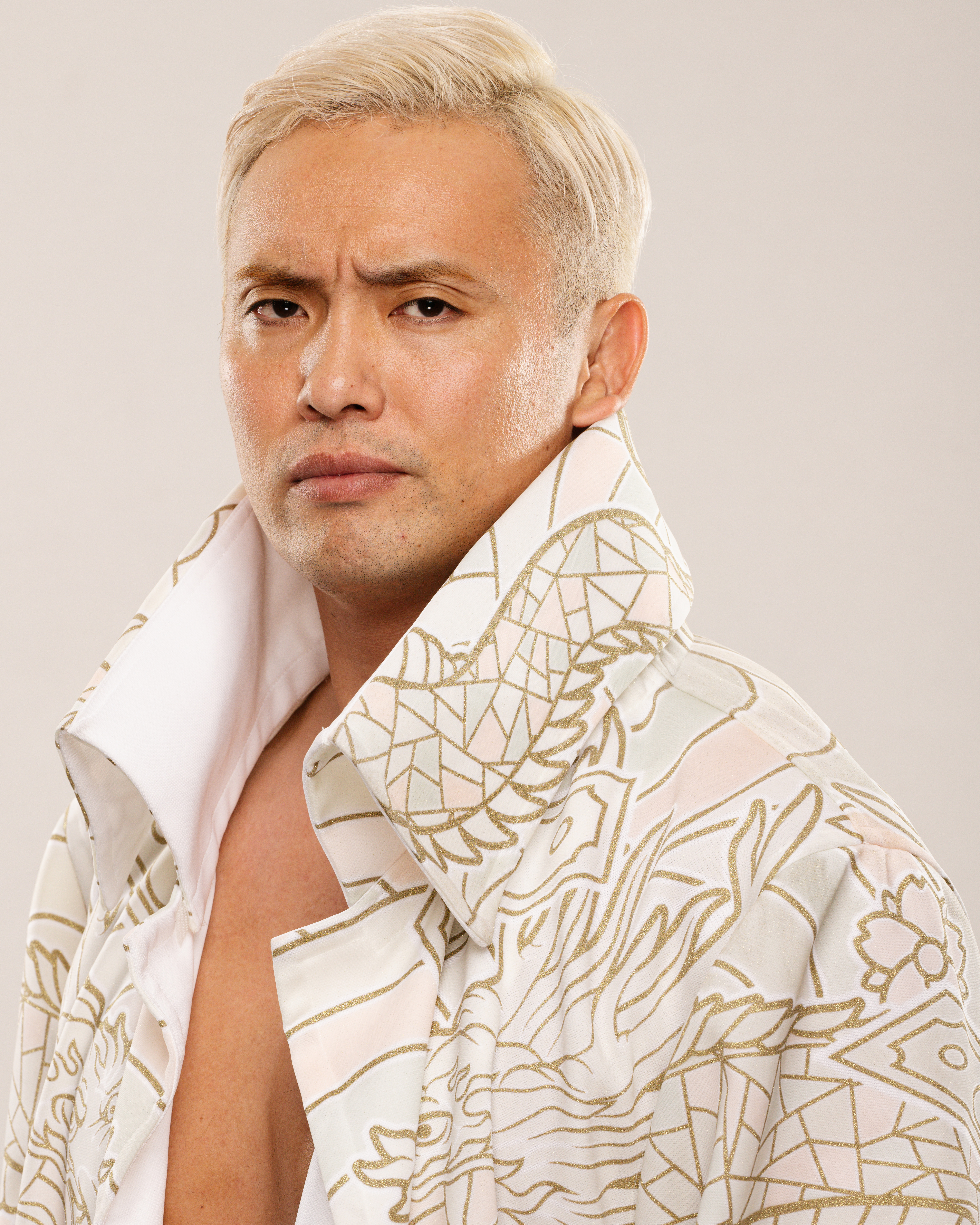
El campeón actual, Kazuchika Okada.

El campeón inaugural fue Eddie Kingston, quién ganó el campeonato luego de derrotar a Jon Moxley en la final del torneo Continental Classic el 30 de diciembre de 2023. Desde entonces, el campeonato ha tenido 2 reinados, con 2 campeones diferentes. Kazuchika Okada es el único luchador no estadounidense que ha ostentado el título.

### Campeón actual
El campeón actual es Kazuchika Okada, quien se encuentra en su primer reinado. Okada ganó el título tras derrotar al excampeón Eddie Kingston el 20 de marzo de 2024 en Dynamite.
Okada registra hasta el 28 de julio de 2025 las siguientes defensas televisadas:
1. vs. PAC (21 de abril de 2024, Dynasty)
2. vs. Dax Harwood (15 de mayo de 2024, Dynamite)
3. vs. Claudio Castagnoli (21 de agosto de 2024, Dynamite)
4. vs. Kyle Fletcher (4 de septiembre de 2024, Dynamite)
5. vs. Konosuke Takeshita vs. Mark Briscoe vs. Orange Cassidy (7 de septiembre de 2024, All Out)
6. vs. Bryan Danielson (2 de octubre de 2024, Dynamite 5 Year Anniversary) — Empate por límite de tiempo
7. vs. Kyle O'Reilly (19 de octubre de 2024, Battle of the Belts XII)
8. vs. Will Ospreay (28 de diciembre de 2024, Worlds End)
9. vs. Tomohiro Ishii (18 de enero de 2025, Collision: Maximum Carnage)
10. vs. Buddy Matthews (15 de febrero de 2025, Grand Slam: Australia)
11. vs. Brody King (9 de marzo de 2025, Revolution)
12. vs. Mike Bailey (25 de mayo de 2025, Double or Nothing)
13. vs. Kenny Omega (12 de julio de 2025, All In)

### Lista de campeones
| N.º | Campeón         | Lucha                   | Lucha      | Lucha                 | Estadísticas | Estadísticas | Notas y referencias |
| N.º | Campeón         | Fecha                   | Evento     | Ubicación             | Reinado      | Días         | Notas y referencias |
| --- | --------------- | ----------------------- | ---------- | --------------------- | ------------ | ------------ | --- |
| 1   | Eddie Kingston  | 30 de diciembre de 2023 | Worlds End | Uniondale, Nueva York | 1            | 81           | Derrotó a Jon Moxley en la final del torneo Continental Classic. Kingston se convirtió en el primer campeón de Triple Corona estadounidense ya que ostentaba el Campeonato de Peso Abierto STRONG y el Campeonato Mundial de ROH. |
| 2   | Kazuchika Okada | 20 de marzo de 2024     | Dynamite   | Toronto, Canadá       | 1            | 495+         | Durante su reinado, Okada derrotó a Kenny Omega en un Unification Match en All In, ganando el AEW International Championship y transformándose en el campeón inaugural de AEW Unified Championship.                               |

### Total de días con el título
La siguiente lista muestra el total de días que un luchador ha poseído el campeonato, si se suman todos los reinados que posee. Actualizado a la fecha del 28 de julio de 2025.
| + | Indica al campeón actual |

| N.º | Luchador        | Reinados | Total de días |
| --- | --------------- | -------- | ------------- |
| 1   | Kazuchika Okada | 1        | 495+          |
| 2   | Eddie Kingston  | 1        | 81            |